# Ranking mundial de snooker
El ranking mundial de snooker es el sistema oficial de clasificación para determinar la clasificación automática y el cabeza de serie en los torneos del circuito profesional de snooker, el World Snooker Tour. Las listas de clasificación son elaboradas por el organismo rector de este deporte, la World Professional Billiards and Snooker Association. La clasificación mundial de cada jugador se basa en sus actuaciones en los torneos de clasificación designados durante los dos años anteriores, y se actualiza después de cada torneo de clasificación. Los rankings determinan el cabeza de serie para los torneos en el World Snooker Tour y las invitaciones a los eventos invitacionales.

## Sistemas anteriores
Antes de la introducción del ranking mundial, el campeón y subcaméon del año anterior se colocaban en las mejores posiciones de cabeza de serie del campeonato mundial, un evento anual. A medida que se añadían más torneos al calendario y se unían más jugadores al circuito en los años setenta, apareció la necesidad de añadir más puestos de cabeza de serie en los torneos. En la temporada 1976-77 se creó el primer sistema de ranking que tenía en cuenta los resultados de los últimos tres campeonatos mundiales.
Posteriormente, a mediados de los años 80, se cambió el sistema para tener en cuenta el resultado de todos los torneos del circuito en las dos temporadas anteriores. En este sistema, se le daba un número de puntos a cada torneo reflejando su importancia y se actualizaba al terminar cada temporada. Después, en la temporada 2010-11 se incorporó un sistema en el cual se actualizaban cada vez que acababa un torneo, añadiendo los puntos obtenidos reemplazándolos con los puntos obtenidos en la edición de ese torneo dos años atrás.

## Sistema actual
En el sistema actual la posición de los rankings depende de la suma del dinero obtenido en premios en libras esterlinas en los dos últimos años en eventos del World Snooker Tour. No cuentan los premios obtenidos en eventos invitacionales. En el sistema actual, se mantiene un sistema de clasificación continua en el cual al acabar un torneo se reemplazan los premios obtenidos dos años atrás por los nuevos premios. Así, la cuantía de dinero en el ranking siempre es equivalente a la suma de los premios obtenidos en los dos últimos años.
Para decidir el cabeza de serie de nuevos torneos de snooker se usa el ranking en uno de los puntos de corte a lo largo del año. Los puntos de corte dependen del momento del año, pero generalmente hay uno cada dos semananas aproximadamente.
Existe también un ranking que solo incluye premios acumulados durante la última temporada que se usa con fines informativos y para la clasificación de torneos como las tres Plauyers Series.

## Clasificación actual
Los primeros dieciséis jugadores del ranking se clasifican automáticamente a los estadios finales del campeonato mundial de snooker.
| Pos.                                                         | Jugador           | País              | Puntos (£) |
| ------------------------------------------------------------ | ----------------- | ----------------- | ---------- |
| 1.                                                           | Judd Trump        | Inglaterra        | 1 491 200  |
| 2.                                                           | Kyren Wilson      | Inglaterra        | 993 500    |
| 3.                                                           | Mark Allen        | Irlanda del Norte | 962 200    |
| 4.                                                           | Mark Selby        | Inglaterra        | 761 700    |
| 5.                                                           | Ronnie O'Sullivan | Inglaterra        | 739 500    |
| 6.                                                           | Luca Brecel       | Bélgica           | 668 900    |
| 7.                                                           | Mark Williams     | Gales             | 655 000    |
| 8.                                                           | Shaun Murphy      | Inglaterra        | 607 300    |
| 9.                                                           | Ding Junhui       | China             | 461 500    |
| 10.                                                          | Gary Wilson       | Inglaterra        | 451 400    |
| 11.                                                          | Zhang Anda        | China             | 445 750    |
| Fuente: Ranking mundial de snooker; actualización automática |                   |                   |            |